# Enrique Abella y Casariego
Enrique Abella y Casariego (Manila, 1847-Madrid, 1913) fue un ingeniero de minas y político español.

## Biografía
Nacido el 23 de octubre de 1847 en Manila, marchó a la península ibérica a educarse. Allí obtuvo en 1869 el título de ingeniero de minas. Dirigió las minas de Hornachos y prestó luego sus servicios en la jefatura de minas de Asturias hasta 1878. Por esa época regresó a las islas Filipinas con el cargo de inspector general de minas. Poco tiempo después de estallar la revolución filipina, cuando Ramón Blanco fue sustituido por Camilo García de Polavieja, Abella fue designado como secretario del gobierno general. Por aquella época escribió La región Central de Luzón desde el cabo Rotinao y Caraballo Sur hasta el puerto de Laguimanoc, trabajo que quedó en suspenso por regresar Abella a España, donde publicó el folleto Filipinas, con un prólogo escrito por Gonzalo Reparaz y publicado en 1898 en Madrid. Fue diputado por el distrito lucense de Becerreá durante varias legislaturas, además de desempeñar el cargo de gobernador civil de la provincia de Almería. Más adelante volvió al campo de la minería, como delegado del gobierno en el coto minero de Arrayanes, en el municipio jiennense de Linares, y posteriormente fue director de las minas de Almadén. Fallecido en Madrid el 12 de enero de 1913, fue enterrado en el cementerio de la Almudena.
Entre sus obras se encontraron títulos como Descripción física, geológica y minera en bosquejo de la isla de Panay (Manila, 1890), Memoria acerca de los criaderos auríferos del segundo distrito del departamento de Mindanao, Misamis, seguido de varios itinerarios geológicos referidos a la misma comarca (Madrid, 1879), El monte Maquiling (Filipinas) y sus actuales emanaciones volcánicas (Madrid, 1885), La isla de Biliran (Filipinas) y sus azufrales (Madrid, 1885), Terremotos experimentados en la isla de Luzón, durante los meses de marzo y abril de 1892, especialmente desastrosos en Pangasinan, Unión y Benguet (Manila, 1893), Ligera reseña de la minería de las islas Filipinas (Madrid, 1883), Monografía geológica del volcán de Albay ó el Mayon (Tokio, 1883), Rápida descripción física, geológica y minera de la isla de Cebú (archipiélago filipino) (Madrid, 1886), Terremotos de Nueva Vizcaya (Filipinas) en 1881 (Madrid, 1884) y El Mayon o volcán de Albay (Filipinas) (Madrid, 1884).